# Belbiztonsági Minisztérium (Amerikai Egyesült Államok)
Az Egyesült Államok Belbiztonsági Minisztériuma (Department of Homeland Security, röviden DHS), vagy egyszerűen a Belbiztonsági Minisztérium, az Egyesült Államok szövetségi végrehajtó hivatala, amely a közbiztonságért felelős, nagyjából összehasonlítható más országok belügy-, vagy közbiztonsági minisztériumaival. Feladatai közé tartozik a terrorizmus elleni küzdelem, a polgári védelem, a bevándorlás-, és vámügy, a határellenőrzés, a kiberbiztonság, a közlekedésbiztonság, a tengeri biztonság és a tengeri mentés, valamint a tömegpusztító fegyverek hatásainak mérséklése.
2003. március 1-jén kezdte meg működését, miután létrehozták a 2001. szeptember 11-ei terrortámadásokra válaszul elfogadott 2002-es Belbiztonsági Törvény részeként. Több mint 240 000 alkalmazottjával a DHS a harmadik legnagyobb kabinetminisztérium a Védelmi és a Veteránügyi Minisztérium után. A belbiztonsági politikát a Fehér Házban a Belbiztonsági Tanács koordinálja. A jelentős belbiztonsági felelősséggel bíró egyéb ügynökségek közé tartozik az Egészségügyi és Humán Szolgáltatási, az Igazságügyi és az Energiaügyi Minisztérium.

## Történelme

### Létrehozása
A 2001. szeptember 11-ei terrortámadásokra válaszul George W. Bush elnök bejelentette a Belbiztonsági Hivatal (OHS) létrehozását a „belbiztonsági erőfeszítések koordinálására.” A hivatalt Tom Ridge, Pennsylvania korábbi kormányzója vezette, aki felvette „az elnök belbiztonsági asszisztense” címet.
Ridge 2001. október 8-án kezdte meg munkáját a Biztonsági Hivatal (OHS) igazgatójaként. 2002. november 25-én a Belbiztonsági Törvény létrehozta a Belbiztonsági Minisztériumot (Department of Homeland Security), hogy az Egyesült Államok belbiztonsággal kapcsolatos végrehajtó hatalmi szervezeteit egyetlen kabinetügynökségbe konszolidálja. 2003 januárjában a hivatal szerepkörét részben átvette, de nem váltotta fel teljesen a Belbiztonsági Minisztérium és a Fehér Ház Belbiztonsági Tanácsa, amelyeket mindkettőt a 2002. évi Belbiztonsági Törvény hozott létre. A Belbiztonsági Tanács jellegében hasonló a Nemzetbiztonsági Tanácshoz, továbbra is politikai koordinációs és tanácsadói szerepet töltött be, és az elnök belbiztonságért felelős asszisztense vezette. A Gilmore Bizottság, amelyet a Kongresszus nagy része és John Bolton is támogatott, tovább erősítette a minisztérium szükségességét. A DHS 22 ügynökséget jegyzett be, sok szerepkört átvéve más minisztériumoktól.

## Fordítás
Ez a szócikk részben vagy egészben  az   United States Department of Homeland Security című angol Wikipédia-szócikk ezen változatának fordításán alapul.  Az eredeti cikk szerkesztőit annak laptörténete sorolja fel. Ez a jelzés csupán a megfogalmazás eredetét és a szerzői jogokat jelzi, nem szolgál a cikkben szereplő információk forrásmegjelöléseként.